# Желдаки
Желда́ки (нем. Söldner, пол. Żoldak) или Полки солдат — военнослужащие по найму, солдаты, набиравшиеся при царе Алексее Михайловиче в особые полки (с 1653 года) из беспоместных дворян и детей боярских, не состоявших на службе, a также из «стрельцовых племянников, зятьев, приемышей, половинщиков и всяких захребетников, a также дворников, которые не крепостные холопи и не пашенные крестьяне».

## История
В труде «История русской армии и флота» Андрей Георгиевич Елчанинов писал что московское правительство сознало необходимость войск, обученных европейскому строю, и к 1630 году государева грамота к некоторым городам зовет в Москву желающих мелкоместных детей боярских обучаться ратному делу у немецких полковников Александра Лесли и Франца Пецнера, и предполагали создать два полка пехоты, обученные европейскому строю, каждый в 1 000 человек личного состава.
В Русском войске, 1632 году, появились четыре солдатских пехотных и один рейтарский полки, в составе до 9 500 человек, из которых до 6 500 русских солдат и только 3 000 — иноземных учителей.
В 1633 году были созданы ещё два солдатских полка, на прежних основаниях, но под Смоленском они ничего из себя не дали, и даже неурядицы в них привели к их роспуску, и к прекращению опытов подобного рода, но все же первые солдатские полки оказали свое влияние на военное строительство.

... в 1653 году поскакали по городам посланцы государевы; приедет в город, собирает дворян и детей боярских на съезжий двор, говорит им государево милостивое слово и их тем обнадеживает, чтоб дети их, братья и племянники, которые не в службе и поместьями не наделены, писались в солдатский строй, будет им непременно государское жалованье и милость, велит государь их написать по московскому и по жилецкому списку, будет им и корм, и денег дадут на платье; а если в солдатский строй писаться не станут, то вперед им служилыми людьми не называться и в государевой службе отнюдь не бывать, а быть в землепашцах.— С. М. Соловьёв, Глава I, Том XIII, История России с древнейших времён.
Эти наёмники (солдаты или желдаки), получали жалованье на корм: сержант — 9 денег на день, каптенармус и подпрапорщик — 8 денег в день, капитан — 7 рублей на месяц, поручик — 5 рублей на месяц.
Затем выдавались полтина подъемных денег, «да за шубу по полтине». Жены и матери желдаков получали, кроме того, безденежно из казны соль.
Каждый полк солдат назывался по имени своего начальника, например полк Агея Шепелева.